# Campeonato Mundial de Ciclismo en Ruta de 1991
El Campeonato Mundial de Ciclismo en Ruta de 1991 se celebró en Stuttgart, Alemania, entre el 21 de agosto y el 25 de agosto de 1991.

## Resultado
| Evento                     | Oro                                                                         | Oro        | Plata                                                                         | Plata    | Bronce                                                                             | Bronce   |
| -------------------------- | --------------------------------------------------------------------------- | ---------- | ----------------------------------------------------------------------------- | -------- | ---------------------------------------------------------------------------------- | -------- |
| Pruebas masculinas         |                                                                             |            |                                                                               |          |                                                                                    |          |
| Hombres - carrera en línea | Gianni Bugno · Italia                                                       | 6h 20' 23" | Steven Rooks · Países Bajos                                                   | s.t.     | Miguel Induráin · España                                                           | s.t.     |
| Contrerreloj por equipos   | Italia · Flavio Anastasia · Luca Colombo · Gianfranco Contri · Andrea Peron | 1h 54' 48" | Alemania · Uwe Berndt · Bernd Dittert · Uwe Peschel · Michael Rich            | + 2' 33" | Noruega · Stig Kristiansen · Johnny Saether · Roar Skaane · Bjørn Stenersen        | + 2' 51" |
| Amateur - carrera en línea | Victor Rjaksinski · Ucrania                                                 | 4h 28' 04" | Davide Rebellin · Italia                                                      | -        | Beat Zberg · Suiza                                                                 | -        |
| Pruebas femeninas          |                                                                             |            |                                                                               |          |                                                                                    |          |
| Mujeres - carrera en línea | Leontien van Moorsel · Países Bajos                                         | 2h 09' 47" | Inga Thompson Estados Unidos                                                  | + 1' 54" | Alison Sydor · Canadá                                                              | + 2' 46" |
| Contrerreloj por equipos   | Francia Marion Clignet Nathalie Gendron Cécile Odin Catherine Marsal        | 1h 02' 14" | Países Bajos · Monique de Bruin · Monique Knol · Astrid Schop · Cora Westland | + 27"    | Unión Soviética Nina Grinina Nadezhda Kibardina Valentina Polkhanova Aiga Zagorska | + 37"    |